# CAMPUS BEATS
CAMPUS BEATS は2016年10月1日より2022年3月26日までLOVE FMで放送されていたラジオ番組である。

## 概要
2015年9月まで放送されていた「AFTER SCHOOL MUSIC」の後継プログロム。
福岡県内の女子大生の中からオーディションによって選出された出演者たちによる、フリートーク・トレンド情報・音楽などで構成される番組。キャッチコピーは「現役女子大生による、等身大のプログラム」。毎週、ソラリアプラザ1階にあるスタジオより生放送している。
2016年12月には番組立ち上げ時のDJである江越楓・朱雀愛海と行く長崎県松浦市ツアーが実施された。

## 放送時間
「GOGO競馬サタデー!」（ラジオ関西、MBSラジオ制作）との兼ね合いで放送時間の変更が多くなっている。
- 土曜日 15:00 - 16:00(JST。2016年10月1日〜2019年3月23日、2019年11月2日〜2020年3月14日)
- 土曜日 16:00 - 17:00(JST。2019年3月30日〜10月26日)
- 土曜日 14:00 - 15:00(JST。2020年3月21日〜2022年3月26日)

## ナビゲーター
- 福岡県内の大学に通う女子大生数名（番組内では「キャンビーガールズ」と称している）

番組表には4〜7人がDJとして記載されている（番組終了時点では原口真憂、下川祥子、井上桃子、中村れな、香山華、神元七海、山口愛華の7名）が、この中から毎回2〜3名が出演している。

### 過去のナビゲーター
- 2017年3月…江越楓が卒業[5]。
- 2019年3月…朱雀愛海、秋山佳連、当間琴子、山下夏希が卒業[6]。
- 2020年3月…姉川ゆうか、松本紗菜子が卒業[7]。
- 2021年3月…川波菜月が卒業[8]。
- 2021年6月…松崎和音が卒業[9]。
- 2022年3月…放送終了。原口、下川は同時に大学を卒業した。

## コーナー
- Girls' Like it
- つまみ聴き
- CAMPUS LOVE COLLECTION